# Lucía Méndez
Lucía Méndez (León, Guanajuato, 26 de gener de 1955) és una actriu, cantant i empresària mexicana.
Com a actriu i cantant es va donar a conèixer a principis dels anys setanta i continua vigent després de més de cinquanta anys de carrera.
Va ser nomenada com El rostro de El Heraldo de México, títol atorgat pel diari del mateix nom de la Ciutat de Mèxic l'any 1972. A partir d'aquest moment li van sorgir propostes per a incursionar en el món de les telenovel·les.
Es va donar a conèixer en l'àmbit musical amb cançons ranxeres en els 70's de l'autoria de Juan Gabriel: "Siempre estoy pensando en ti" (1975); "Por qué me haces llorar" (1975); "Frente a frente" (1976); "La sonrisa del año" (1977), llegando a vender un millón de copias de su primer LP "Siempre estoy pensando en ti".
El 15 d'abril de 2021 va debutar com a youtuber amb el seu programa "Lucía Méndez presenta".

## Discografia

### Àlbums
| Any  | Àlbum                                                           |
| ---- | --------------------------------------------------------------- |
| 2023 | Por amor a México                                               |
| 2023 | El anillo (senzill)                                             |
| 2022 | Padre, maestro, abuelo y cómplice (senzill)                     |
| 2021 | Se te acabó tu fiesta (senzill)                                 |
| 2020 | Mi México (senzill)                                             |
| 2020 | Un alma en pena (versió del 2020) (senzill)                     |
| 2019 | Feel My Body                                                    |
| 2017 | En escena (en directe)                                          |
| 2017 | Un anima in pena (senzill) versió en italià d'"Un alma en pena" |
| 2015 | Bailan                                                          |
| 2014 | Te vas o te quedas (senzill)                                    |
| 2010 | Lucía Méndez canta un homenaje a Juan Gabriel                   |
| 2009 | Mis grandes éxitos: Otra vez enamorada...con un nuevo amanecer  |
| 2007 | Malinche - Audio Book                                           |
| 2004 | Vive                                                            |
| 1999 | Dulce romance                                                   |
| 1998 | Todo o nada                                                     |
| 1994 | Señora tentación                                                |
| 1993 | Se prohíbe                                                      |
| 1991 | Bésame                                                          |
| 1989 | Lucía es Luna morena                                            |
| 1988 | Mis íntimas razones                                             |
| 1986 | Castígame                                                       |
| 1985 | Te quiero                                                       |
| 1984 | Sólo una mujer                                                  |
| 1983 | Enamorada                                                       |
| 1982 | Cerca de ti                                                     |
| 1980 | Regálame esta noche                                             |
| 1979 | Sé feliz/Amor de madrugada                                      |
| 1978 | Viviana                                                         |
| 1977 | La sonrisa del año                                              |
| 1977 | Presentimiento                                                  |
| 1976 | Frente a frente                                                 |
| 1975 | <i id="mwAl4">Siempre estoy pensando en ti</i>                  |

### Recopilacions
| Any  | Recopilacions                                   |
| ---- | ----------------------------------------------- |
| 2013 | Lo esencial de Lucía Méndez, 40 Aniversario     |
| 2007 | Las número 1 (hi inclou un DVD)                 |
| 2006 | Canciones de amor                               |
| 2003 | Ellas cantan así                                |
| 2001 | 100 Años de música                              |
| 1999 | Sucesos musicales                               |
| 1997 | A petición del público                          |
| 1996 | Colección original                              |
| 1994 | Personalidad Lucía Méndez 20 éxitos Sony-México |
| 1993 | Mis 30 mejores canciones                        |
| 1986 | Lo mejor de Lucía Méndez                        |
| 1983 | Los grandes éxitos de Lucía Méndez              |

## Cinematografia
| Any  | Pel·lícula                        | Personatge                 |
| ---- | --------------------------------- | -------------------------- |
| 1996 | Confetti -Película                | Coco Freyre                |
| 1985 | El maleficio II- Película         | Marcela                    |
| 1983 | Los renglones torcidos de Dios    | Alice Gould/Alicia Estrada |
| 1980 | La ilegal                         | Claudia Bernal             |
| 1979 | Los hijos de Sánchez              | Marta Sánchez              |
| 1976 | Juan Armenta, el repatriado       | Julia                      |
| 1975 | El ministro y yo                  | Bárbara                    |
| 1975 | Más negro que la noche            | Marta                      |
| 1974 | El desconocido                    |                            |
| 1974 | Cabalgando a la Luna              |                            |
| 1973 | El hijo del pueblo                | Carmen                     |
| 1972 | Vuelven los campeones justicieros |                            |